# Fernand Basty
Fernand Basty (1875-1953) était un militaire français aux centres d’intérêt variés : à la Belle Époque, il a notamment fait partie des Français qui ont conduit des recherches et expérimentations sur l'électroculture (stimulation de la croissance des plantes par l’électricité) et a décrit en 1910 un procédé par la suite dénommé « Procédé Basty ». 

## Biographie
Plus de 150 ans après les débuts de l'électroculture inventée par l'Abbé Bertholon, Basty se passionne pour ses travaux et les poursuit via de nombreuses expérimentations, d'abord à Saint-Nazaire au moins à partir de 1901, selon lui. Il écrit qu'en 1901, à Saint-Nazaire, il soumet à l'action d’une petite machine électrique de laboratoire (Ramsden) des grains de blé et de maïs semés, depuis quinze jours, dans des vases dont la terre qu'ils renfermaient avait la même composition. 
« Nos 6 vases préalablement isolés au moyen d’une table de verre, mais réunis entre eux par des fils de cuivre, furent soumis pendant quinze jours et deux heures par jour à l’action de la machine de Ramsden. Les témoins furent traités au triple point de vue, chaleur, lumière et humidité, de la même manière que les électrisés. Dès le quatrième jour, un accroissement de végétation, sensible à la vue, se produisit dans les pots électrisés. Au bout de huit jours, la dimension des feuilles de blé était dans la proportion de 18 (électrisé) à 12 (non électrisé), les tiges de maïs dans celle de 9 (électrisé) à 4 (non électrisé). Quant au bout de quinze jours le traitement ou plutôt notre patience prit fin, les résultats, des plus satisfaisants, étaient les suivants : Le blé électrisé avait 29 centimètres contre 20 centimètres. Le maïs électrisé avait 17 centimètres contre 8 centimètres ».
Il poursuit ensuite ces travaux à Angers où il est affecté en tant que militaire (lieutenant) en février 1907. Une grande partie de ses expériences se fait dans le « Jardin Bertholon », installé dans l'école Victor Hugo, gracieusement mis à sa disposition par M. Jouteau, directeur de l'École, mais en octobre 1907, après 6 ans de recherche, il trouve aussi un champ de 110x30m environ où dès 1908 il plante (sur une zone témoin et la parcelle expérimentale de l’orge, de la luzerne et des betteraves). Il dispose en outre là, pour ses essais, d'une vigne de 40x20m, atteinte de phylloxéra où il veut expérimenter des courants souterrains à basse tension ; ces deux terrains étant prêtés par un propriétaire membre de la Société d'études scientifiques d'Angers), et situé 80 mètres d'une usine de production d'électricité (hydroélectricité) qui lui offrait « un courant produit d'une façon constante, pratique et peu onéreuse ». L'usine électrique fournissait du courant à 3.000 volts, mais Basty (sur les conseils de M. Ponsolle) a fait, grâce à un transformateur spécial, porter ce courant à la tension de 30.000 volts. Ce courant alimentait un réseau métallique de fils de fer galvanisé suspendu au-dessus du champ en un maillage orienté nord-sud, de 8 grandes mailles d’environ 12 mètres sur 10 mètres, isolées du sol, à 3m de hauteur, par des poteaux avec isolateurs de porcelaine. Tous les 3 mètres, des pointes métalliques longues de 2 mètres étaient disposées, pour diffuser davantage l'électricité et à créer une sorte d’atmosphère orageuse dans le voisinage immédiat des plantes. Ces pointes mobiles pouvaient pivoter autour du fil horizontal comme axe, et prendre une position abaissée vers le sol ou levées vers le ciel. Dans ce dernier cas (pointes relevées), quand le courant est interrompu, le réseau se transforme en " dynamo-capteur". « L’électrification du champ eut lieu le jour, elle fut basée sur l’état atmosphérique ; elle fut donc réglée de la façon suivante : Par un temps orageux, lourd, froid, sec : le traitement est employé. Par un temps pluvieux ou très chaud : le traitement est suspendu ». Selon F. Basty, la surproduction obtenue a été « capable de payer, dès la première année, nos frais d’installation (transformateur non compris) ».
Basty dit qu'à cette époque il connaissait les expériences de Sélim Lemström mais ignorait totalement, les essais de Newmann (1907) et ceux de Lodge menés sur 2 ans (1906 et 1907) qui n'arrivent à sa connaissance que le 27 septembre 1908.

En 1911, dans le Bulletin de la Société royale de botanique de Belgique, É. Paque écrit à propos de son procédé de fertilisation électrique des plantes , que « Au dire des hommes les plus compétents, le procédé Basty serait appelé à un grand avenir, surtout dans la petite culture et dans les jardins maraîchers. Outre son efficacité évidente, il a pour lui la simplicité et la commodité de son installation, la facilité de son entretien (qui ne réclame aucun soin) et enfin, la réduction sérieuse de la dépense, comparaison faite avec les engins utilisés antérieurement (...) Étant donné les succès obtenus, on peut conclure que l'électricité atmosphérique paraît être une aide puissante pour l'agriculture, et, à ce titre, on doit souhaiter de voir l'électroculture sortir du domaine de l'expérience pour entrer dans la pratique courante ».
En 1912, Fernand Basty est rédacteur en chef de la revue « L’électroculture ».
Il est aussi lauréat de la Société nationale d'agriculture de France, et Secrétaire général du premier congrès international d’électroculture  organisé à Reims les 24 et 26 octobre sur les applications agricoles, viticoles et horticoles de l'électroculture. Il prépare ce congrès sous la présidence de A Ph Silbernagel (ingénieur conseil, « directeur du Génie rural et de l'électroculture ») et contribue à la rédaction des actes qui sont publiées aux Éditions de technique agricole moderne de l'« Office central du Génie rural de la motoculture et de l'électroculture » (qui siégeait 58 Bd Voltaire, à Paris).  
Il a combattu sur le Front durant la Première Guerre mondiale. 
Après l’Armistice de 1918 il a relaté son expérience de la Première Guerre mondiale dans un roman.
Il est mort à Marseille le 9 mars 1953.

## Œuvres
- Fernand Basty, De la fertilisation électrique des plantes : Essais d’électroculture. Année 1910, vol. 2, 1911 (lire en ligne).
- Fernand Basty, Les parias de la gloire : 1914-1918, L. Fournier, 1928.
- Fernand Basty, Ségorix, ou le calvaire d'un héros, Paris, Eugène Figuière, 1934.

## Distinctions
- Médaille de la Société d'Encouragement au Progrès (Echelon Grande médaille d'Or, 1912)